# Coppa Intercontinentale di skeleton 2009
La Coppa Intercontinentale di skeleton 2009 è stata la seconda edizione del circuito mondiale di secondo livello dello skeleton, manifestazione organizzata dalla Federazione Internazionale di Bob e Skeleton; è iniziata il 4 dicembre 2008 a Calgary, in Canada, e si è conclusa il 7 febbraio 2009 a Schönau am Königssee, in Germania. Vennero disputate sedici gare: otto per le donne e altrettante per gli uomini in sei differenti località.
Vincitori dei trofei, conferiti agli atleti classificatisi per primi nel circuito, sono stati la tedesca Katharina Heinz nel singolo femminile, e il connazionale Michi Halilovic in quello maschile.

## Calendario
| Località             | Data                | Donne | Uomini |
| -------------------- | ------------------- | ----- | ------ |
| Calgary              | 4 dicembre 2008     | ●     | ●      |
| Park City            | 11–12 dicembre 2008 | ●●    | ●●     |
| Lake Placid          | 19 dicembre 2008    | ●     | ●      |
| Cesana Torinese      | 23–24 gennaio 2009  | ●●    | ●●     |
| Innsbruck            | 1º febbraio 2009    | ●     | ●      |
| Schönau am Königssee | 7 febbraio 2009     | ●     | ●      |
| Totale               | Totale              | 8     | 8      |

## Risultati

### Donne
| Data             | Località             | Prime classificate                | Seconde classificate         | Terze classificate          |
| ---------------- | -------------------- | --------------------------------- | ---------------------------- | --------------------------- |
| 4 dicembre 2008  | Calgary              | Darla Deschamps-Montgomery Canada | Keslie Tomlinson Stati Uniti | Katharina Heinz Germania    |
| 11 dicembre 2008 | Park City            | Katharina Heinz Germania          | Kathleen Lorenz Germania     | Donna Creighton Regno Unito |
| 12 dicembre 2008 | Park City            | Katharina Heinz Germania          | Kathleen Lorenz Germania     | Carla Pavan Canada          |
| 19 dicembre 2008 | Lake Placid          | Amy Gough Canada                  | Donna Creighton Regno Unito  | Katharina Heinz Germania    |
| 23 gennaio 2009  | Cesana Torinese      | Amy Gough Canada                  | Kathleen Lorenz Germania     | Carla Pavan Canada          |
| 24 gennaio 2009  | Cesana Torinese      | Amy Gough Canada                  | Carla Pavan Canada           | Kathleen Lorenz Germania    |
| 1º febbraio 2009 | Innsbruck            | Carla Pavan Canada                | Amy Gough Canada             | Maggie Davies Regno Unito   |
| 7 febbraio 2009  | Schönau am Königssee | Sarah Sartor Germania             | Katharina Heinz Germania     | Eiko Nakayama Giappone      |

### Uomini
| Data             | Località             | Primi classificati                                     | Secondi classificati            | Terzi classificati          |
| ---------------- | -------------------- | ------------------------------------------------------ | ------------------------------- | --------------------------- |
| 4 dicembre 2008  | Calgary              | Michi Halilovic Germania                               | Andy Wood Regno Unito           | Keith Loach Canada          |
| 11 dicembre 2008 | Park City            | Michi Halilovic Germania                               | Andy Wood Regno Unito           | Chris Type Regno Unito      |
| 12 dicembre 2008 | Park City            | Michi Halilovic Germania                               | Chris Type Regno Unito          | Matthew Antoine Stati Uniti |
| 19 dicembre 2008 | Lake Placid          | Michi Halilovic Germania e Matthew Antoine Stati Uniti | non assegnato                   | Andy Wood Regno Unito       |
| 23 gennaio 2009  | Cesana Torinese      | Chris Type Regno Unito                                 | Adam Pengilly Regno Unito       | Michi Halilovic Germania    |
| 24 gennaio 2009  | Cesana Torinese      | Michael Douglas Canada                                 | Michi Halilovic Germania        | Stefan Mörker Svizzera      |
| 1º febbraio 2009 | Innsbruck            | Alexander Gassner Germania                             | David Michael Swift Regno Unito | David Lingmann Germania     |
| 7 febbraio 2009  | Schönau am Königssee | Adam Pengilly Regno Unito                              | Alexander Gassner Germania      | David Lingmann Germania     |

## Classifiche

### Donne
| Pos. | Nome atleta                | Nazione       | CAL | PKC-1 | PKC-2 | LAK | CES-1 | CES-2 | INN | KÖN | Totale |
| ---- | -------------------------- | ------------- | --- | ----- | ----- | --- | ----- | ----- | --- | --- | ------ |
| 1    | Katharina Heinz            | Germania      | 3   | 1     | 1     | 3   | 6     | 4     | 5   | 2   | 1030   |
| 2    | Amy Gough                  | Canada        | 8   | 6     | 6     | 1   | 1     | 1     | 2   | 6   | 1015   |
| 3    | Donna Creighton            | Regno Unito   | 7   | 3     | 4     | 2   | 4     | 5     | 4   | 7   | 945    |
| 4    | Kathleen Lorenz            | Germania      | 12  | 2     | 2     | 9   | 2     | 3     | 15  | 14  | 890    |
| 5    | Carla Pavan                | Canada        | 6   | 4     | 3     | -   | 3     | 2     | 1   | 5   | 880    |
| 6    | Darla Deschamps-Montgomery | Canada        | 1   | 9     | 8     | 8   | 10    | 6     | 7   | 8   | 850    |
| 7    | Maggie Davies              | Regno Unito   | 11  | 7     | 10    | 4   | 7     | 15    | 3   | 10  | 785    |
| 8    | Anne O'Shea                | Stati Uniti   | 4   | 11    | 12    | 7   | 12    | 7     | 6   | 9   | 780    |
| 9    | Katharine Eustace          | Nuova Zelanda | 13  | 14    | 14    | 12  | 5     | 14    | 11  | 23  | 593    |
| 10   | Keslie Tomlinson           | Stati Uniti   | 2   | 10    | 11    | 6   | 14    | 9     | -   | -   | 585    |

### Uomini
| Pos. | Nome atleta          | Nazione     | CAL | PKC-1 | PKC-2 | LAK | CES-1 | CES-2 | INN | KÖN | Totale |
| ---- | -------------------- | ----------- | --- | ----- | ----- | --- | ----- | ----- | --- | --- | ------ |
| 1    | Michi Halilovic      | Germania    | 1   | 1     | 1     | 1   | 3     | 2     | 4   | 4   | 1100   |
| 2    | Chris Type           | Regno Unito | 4   | 3     | 2     | 7   | 1     | 10    | 12  | 7   | 910    |
| 3    | Alexander Gassner    | Germania    | 5   | 12    | 5     | 13  | 5     | 6     | 1   | 2   | 895    |
| 4    | Michael Douglas      | Canada      | 7   | 9     | 10    | 6   | 7     | 1     | 6   | 6   | 875    |
| 5    | David Lingmann       | Germania    | 16  | 15    | 9     | 8   | 10    | 5     | 3   | 3   | 775    |
| 6    | Aleksandr Mutovin    | Russia      | 14  | 16    | 15    | 14  | 6     | 4     | 7   | 5   | 715    |
| 7    | David Michael Swift  | Regno Unito | 20  | 10    | 18    | 10  | 8     | 11    | 2   | 7   | 695    |
| 8    | Caleb Smith          | Stati Uniti | -   | 11    | 13    | 4   | 11    | 7     | 7   | 10  | 665    |
| 9    | Grégory Saint-Géniès | Francia     | 6   | 5     | 8     | 5   | 13    | -     | 11  | 18  | 650    |
| 10   | Stokes Aitken        | Stati Uniti | 17  | 7     | 12    | 11  | 21    | 16    | 16  | 12  | 561    |